# Jermaine O'Neal
Jermaine Lee O'Neal (Columbia, Carolina del Sur, 13 de octubre de 1978) es un exjugador de baloncesto estadounidense, que disputó 18 temporadas en la NBA. Con 2,11 metros de estatura, jugaba en la posición de ala-pívot.

## Carrera

### NBA

#### Portland Trail Blazers (1996-2000)
Sin pasar por la universidad, directamente desde el instituto, fue elegido en la decimoséptima posición del draft de la NBA de 1996 por los Portland Trail Blazers. En un equipo con jugadores como Arvydas Sabonis o Rasheed Wallace, O'Neal debutó en la jornada 18 debido a una lesión en la rodilla contra los Denver Nuggets, en diciembre de 1996. O'Neal se convirtió en el jugador más joven en debutar en la NBA (superado después por Andrew Bynum). Los Blazers hicieron una campaña discreta, siendo eliminados por Los Angeles Lakers en primera ronda de playoffs. Como suplente, O'Neal promedíó 4,1 puntos por partido y 2,8 rebotes.
Para la siguiente temporada, el papel de O'Neal en el equipo fue a menos si cabe, ya que los titulares eran Sabonis, Wallace y Brian Grant, pero aun así, pese a los escasos minutos de los que disponía lograba demostrar su potencial. Los Blazers volvieron a ser eliminados en primera ronda de playoffs por los Lakers.
La temporada 1998-99 incluía lockout, pero los Trail Blazers hicieron una temporada espectacular, finalizando segundos de la Conferencia Oeste, solo por detrás de los vigentes campeones, los San Antonio Spurs, venciendo a Phoenix Suns en primera ronda de playoffs y a Utah Jazz en segunda, siendo apeados por los Spurs en Finales de Conferencia. Pese a todo, la temporada de O'Neal fue muy mediocre, y ya casi todos creían que su carrera NBA era un fracaso, pero los Blazers sorprendieron a todos al extender el contrato de Jermaine por 4 años y 24 millones de dólares. Para la 1999-00, los Blazers adquirieron a Scottie Pippen, Detlef Schrempf y Steve Smith, de modo que el papel de O'Neal fue más secundario que nunca. Los Blazers volvieron a llegar a Finales de Conferencia, siendo eliminados por los Lakers. Para sorpresa de todos, los Indiana Pacers decidieron traspasar a Dale Davis por O'Neal, ya que el equipo estaba en plena reconstrucción.

#### Indiana Pacers (2000-2008)
La llegada de O'Neal a los Pacers estaba llena de escepticismo. El equipo estaba liderado por Reggie Miller y el nuevo entrenador era la famosa ex-estrella de los Pistons, Isiah Thomas. O'Neal se convirtió en el jugador revelación del año, al pasar a ser titular, O'Neal promedió 12,9 puntos y 9,8 rebotes, liderando al equipo junto a Miller rumbo a playoffs, de donde fueron derrotados por Philadelphia 76ers.
La temporada 2001-02 fue la confirmación del "otro" O'Neal, recibiendo el galardón al jugador más mejorado y recibiendo el llamado al All-Star, siendo el segundo jugador de los Pacers en acudir, después del propio Reggie Miller, poseyendo un global de 19 puntos y 10,5 rebotes, además de anotar 39 dobles-dobles. Los Pacers fueron eliminados por New Jersey Nets en playoffs, con O'Neal anotando 30 puntos y 11 rebotes en el primer partido.
Para la temporada 2002-03, los Pacers ficharon a jugadores como Brad Miller, Ron Artest, Al Harrington o Jamaal Tinsley, con los que rodear a O'Neal, el cual se convirtió en el nuevo jugador franquicia del equipo. Esa temporada, el equipo se vio sumido en problemas extradeportivos, Brad Miller y Ron Artest sufrieron lesiones que los lastraron a lo largo de la temporada, además, Brad Miller, Jamaal Tinsley y el propio O'Neal sufrieron pérdidas familiares. Jermaine promedió 20,8 puntos y 13 rebotes y de nuevo acudió al All-Star. Al final de la temporada, O'Neal consideró su marcha a los San Antonio Spurs, ya que era agente libre, pero finalmente firmó una extensión de 7 años a razón de 126 millones de dólares. Tras finalizar la sesión, Isiah Thomas fue reemplazado como entrenador por Rick Adelman.
En la 2003-04, O'Neal lideró a los Pacers a su mejor registro, con un global de 61-21, promediando 20,1 puntos y 10 rebotes y siendo llamado por tercera vez consecutiva al All-Star. Junto a su compañero Ron Artest, finalizó en el mejor quinteto defensivo de la NBA. En playoffs, eliminaron a Boston Celtics y Miami Heat en primera y segunda ronda, pero fueron eliminados por los Detroit Pistons en unas reñidas Finales de Conferencia.

Para la 2004-05, los Pacers esperaban realizar una temporada tan exitosa a la anterior, pero en noviembre de 2004, un penoso suceso sucedió en un partido entre los Pistons y los Pacers, cuando los jugadores de los segundos se pelearon con los espectadores del estadio. O'Neal fue suspendido por 25 partidos, aunque sus compañeros Ron Artest y Stephen Jackson fueron sancionados para toda la temporada. Los Pacers sufrieron un golpe muy duro, pero aun así, lograron finalizar con un global de 44-38, siendo eliminados de nuevo por los Pistons en segunda ronda de playoffs. Pese a los escasos 44 partidos en los que participó O'Neal, promedió 24,3 puntos. Las siguientes temporadas 2005-06 y 2006-07 estuvieron marcadas por las lesiones para O'Neal. Para 2008, sus prestaciones habían disminuido mucho y su contrato era muy alto, de modo que fue transferido a los Toronto Raptors por T.J. Ford, Rasho Nesterovič y Maceo Baston.

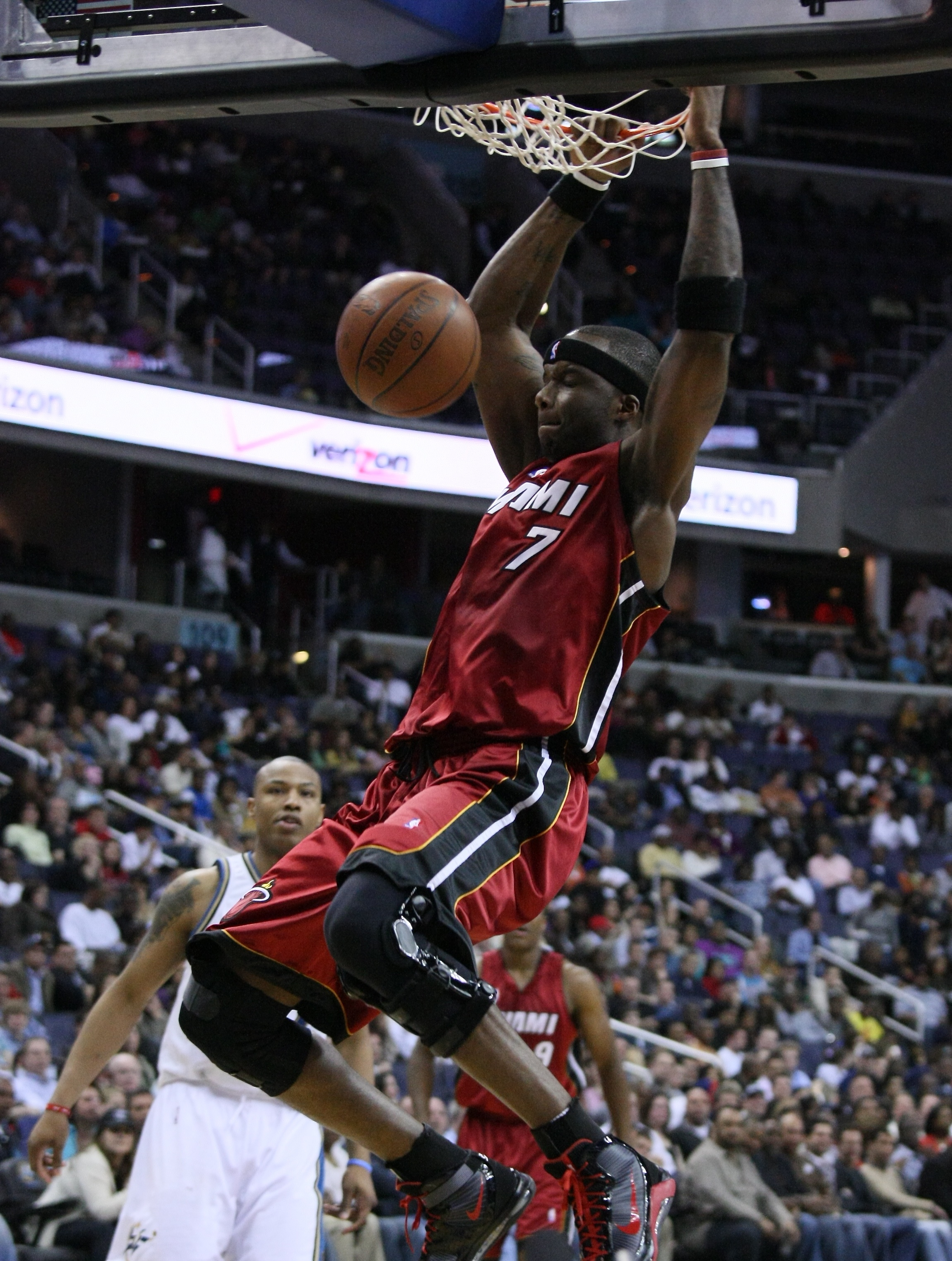
O'Neal, con la camiseta de los Heat.

#### Toronto Raptors (2008-2009)
A su llegada al equipo de Toronto, O'Neal cambió su dorsal del 6 al 7 y se esperaba que formara una poderosa pareja interior junto a Chris Bosh y el italiano Andrea Bargnani. La temporada estuvo plagada de lesiones para O'Neal, además fue relegado a un papel defensivo, rompiéndose un dedo al taponar un mate de Brandan Wright. El entrenador Bryan Colangelo buscaba traspasar a O'Neal para liberar salario. De ese modo, en febrero de 2009, fue traspasado a Miami Heat por Shawn Marion y Marcus Banks. En sus 41 partidos con los canadienses, promedió 13,5 puntos, 7 rebotes y 2 tapones.

#### Miami Heat (2009-2010)
O'Neal aterrizó en los Heat cuando estos iban 7-5, jugando 12 partidos en lo que restaba de temporada 2008-09, y siendo los Heat apeados en primera ronda de playoffs por los Atlanta Hawks.
Para la 2009-10, O'Neal ya era titular indiscutible y jugó los 70 partidos de temporada regular. Los Heat fueron eliminados por los Boston Celtics en primera ronda de playoffs.

#### Boston Celtics (2010-2012)

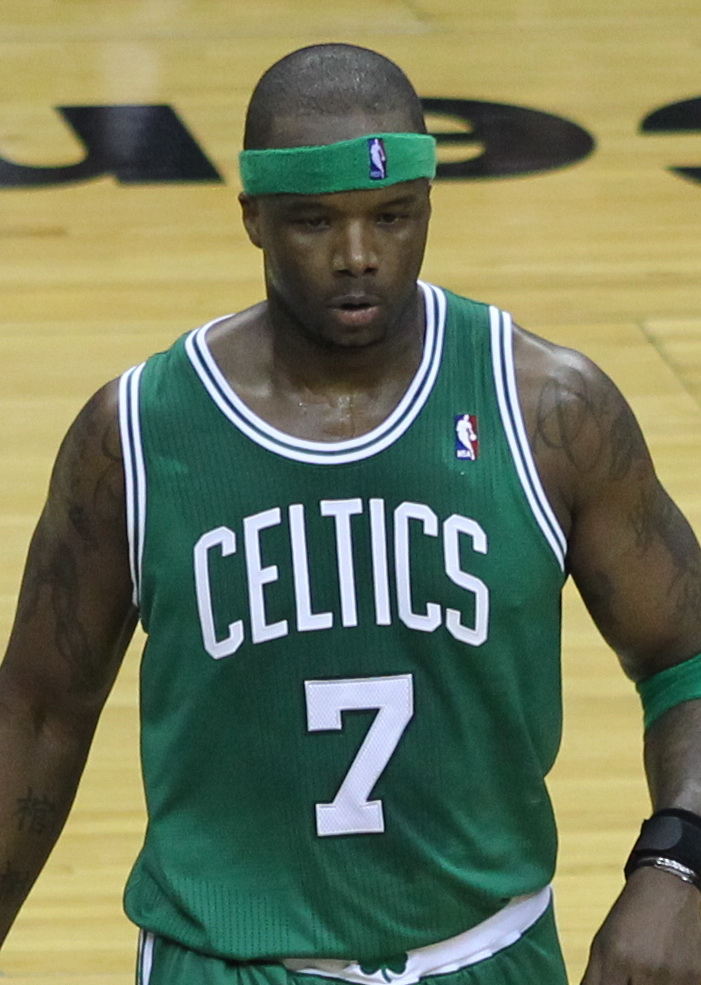
O'Neal con los Celtics.

Tras temporada y media en el equipo de Miami, O'Neal fichó por dos años con los Boston Celtics. Tuvo una temporada muy dificultosa, marcada por las lesiones que hicieron que se perdiera 52 partidos, regresando para playoffs. O'Neal tuvo una buena primera ronda de playoff, donde los Celtics eliminaron a los New York Knicks, pero fueron eliminados por Miami Heat en segunda ronda. La 2011-12 también estuvo marcada por las lesiones, y en abril de 2012, O'Neal fue liberado por los Celtics.

#### Phoenix Suns (2012-2013)
Debido a sus lesiones, O'Neal llegó a considerar su retirada del baloncesto, pero en agosto de 2012 firmó un contrato de un año con los Phoenix Suns.

#### Golden State Warriors (2013-2014)
En julio de 2013, firmó como agente libre con los Golden State Warriors.

### Selección nacional
En verano de 2001 fue parte del equipo que representó a Estados Unidos en los Goodwill Games de 2001, y que se llevó la medalla de oro.
O'Neal fue integrante del combinado absoluto estadounidense que participó en el Mundial de 2002 y que terminó en sexta posición.
Al año siguiente participó en el Campeonato FIBA Américas de 2003 llevándose el oro.

## Estadísticas de su carrera en la NBA

### Temporada regular
| Año      | Equipo       | PJ  | PT  | MPP  | %TC  | %3P  | %TL  | RPP  | APP | ROB | TPP | PPP  |
| -------- | ------------ | --- | --- | ---- | ---- | ---- | ---- | ---- | --- | --- | --- | ---- |
| 1996-97  | Portland     | 45  | 0   | 10.2 | .451 | .000 | .603 | 2.8  | .2  | .0  | .6  | 4.1  |
| 1997-98  | Portland     | 60  | 9   | 13.5 | .485 | .000 | .506 | 3.4  | .3  | .2  | 1.0 | 4.5  |
| 1998-99  | Portland     | 36  | 1   | 8.6  | .434 | .000 | .514 | 2.7  | .4  | .1  | .4  | 2.5  |
| 1999-00  | Portland     | 70  | 8   | 12.3 | .486 | .000 | .582 | 3.3  | .3  | .2  | .8  | 3.9  |
| 2000-01  | Indiana      | 81  | 80  | 32.6 | .465 | .000 | .601 | 9.8  | 1.2 | .6  | 2.8 | 12.9 |
| 2001-02  | Indiana      | 72  | 72  | 37.6 | .479 | .071 | .688 | 10.5 | 1.6 | .6  | 2.3 | 19.0 |
| 2002-03  | Indiana      | 77  | 76  | 37.2 | .484 | .333 | .731 | 10.3 | 2.0 | .9  | 2.3 | 20.8 |
| 2003-04  | Indiana      | 78  | 78  | 35.7 | .434 | .111 | .757 | 10.0 | 2.1 | .8  | 2.5 | 20.1 |
| 2004-05  | Indiana      | 44  | 41  | 34.8 | .452 | .167 | .754 | 8.8  | 1.9 | .6  | 2.0 | 24.3 |
| 2005-06  | Indiana      | 51  | 47  | 35.3 | .472 | .300 | .709 | 9.3  | 2.6 | .5  | 2.3 | 20.1 |
| 2006-07  | Indiana      | 69  | 69  | 35.6 | .436 | .000 | .767 | 9.6  | 2.4 | .7  | 2.6 | 19.4 |
| 2007-08  | Indiana      | 42  | 34  | 28.7 | .439 | .000 | .742 | 6.7  | 2.2 | .5  | 2.1 | 13.6 |
| 2008-09  | Toronto      | 41  | 34  | 29.7 | .473 | .000 | .810 | 7.0  | 1.6 | .4  | 2.0 | 13.5 |
| 2008-09  | Miami        | 27  | 27  | 30.0 | .475 | .000 | .750 | 5.4  | 2.0 | .4  | 2.0 | 13.0 |
| 2009-10  | Miami        | 70  | 70  | 28.4 | .529 | .000 | .720 | 7.0  | 1.3 | .4  | 1.4 | 13.6 |
| 2010-11  | Boston       | 24  | 10  | 18.0 | .459 | .000 | .674 | 3.7  | .5  | .1  | 1.2 | 5.4  |
| 2011-12  | Boston       | 25  | 24  | 22.8 | .433 | .000 | .677 | 5.4  | .4  | .3  | 1.7 | 5.0  |
| 2012-13  | Phoenix      | 55  | 4   | 18.7 | .482 | .000 | .835 | 5.3  | .8  | .3  | 1.4 | 8.3  |
| 2013-14  | Golden State | 44  | 13  | 20.1 | .504 | .000 | .750 | 5.5  | .6  | .3  | .9  | 7.9  |
| Total    | Total        | 967 | 684 | 27.4 | .466 | .147 | .713 | 7.3  | 1.4 | .5  | 1.8 | 13.4 |
| All-Star | All-Star     | 5   | 2   | 24.0 | .478 | .000 | .667 | 7.6  | .8  | .8  | 1.4 | 11.2 |

### Playoffs
| Año   | Equipo       | PJ | PT | MPP  | %TC  | %3P  | %TL  | RPP  | APP | ROB | TPP | PPP  |
| ----- | ------------ | -- | -- | ---- | ---- | ---- | ---- | ---- | --- | --- | --- | ---- |
| 1997  | Portland     | 2  | 0  | 2.0  | .000 | .000 | .000 | .5   | .0  | .0  | .5  | .0   |
| 1998  | Portland     | 1  | 0  | 3.0  | .000 | .000 | .000 | 1.0  | .0  | .0  | 2.0 | .0   |
| 1999  | Portland     | 9  | 0  | 6.1  | .400 | .000 | .500 | 1.9  | .1  | .0  | .3  | 1.6  |
| 2000  | Portland     | 8  | 0  | 4.8  | .273 | .000 | .667 | .9   | .1  | .0  | .4  | 1.5  |
| 2001  | Indiana      | 4  | 4  | 39.3 | .436 | .000 | .500 | 12.5 | 1.8 | .0  | 2.5 | 9.8  |
| 2002  | Indiana      | 5  | 5  | 38.4 | .447 | .000 | .750 | 7.6  | 1.0 | .8  | 1.6 | 17.2 |
| 2003  | Indiana      | 6  | 6  | 45.3 | .467 | .000 | .785 | 17.5 | .7  | .5  | 3.0 | 22.8 |
| 2004  | Indiana      | 16 | 16 | 37.8 | .423 | .000 | .700 | 9.1  | 1.2 | .5  | 2.2 | 19.2 |
| 2005  | Indiana      | 13 | 13 | 36.6 | .365 | .000 | .750 | 8.0  | 2.2 | .5  | 2.6 | 16.0 |
| 2006  | Indiana      | 6  | 6  | 36.0 | .524 | .000 | .717 | 7.5  | 1.7 | .5  | 2.3 | 21.0 |
| 2009  | Miami        | 6  | 5  | 27.0 | .549 | .000 | .750 | 4.5  | 1.5 | .5  | 1.5 | 13.3 |
| 2010  | Miami        | 5  | 5  | 23.4 | .205 | .000 | .429 | 5.6  | 1.0 | .8  | 2.0 | 4.2  |
| 2011  | Boston       | 9  | 9  | 21.9 | .488 | .000 | .909 | 4.2  | .9  | .2  | 1.8 | 5.8  |
| 2014  | Golden State | 7  | 3  | 12   | .563 | .000 | .750 | 3.4  | .1  | .1  | .4  | 6.0  |
| Total | Total        | 97 | 72 | 26.6 | .426 | .000 | .718 | 6.5  | 1.0 | .4  | 1.7 | 11.6 |